# ジュゼッペ・マリア・クレスピ
ジュゼッペ・マリア・クレスピ（Giuseppe Maria Crespi、1665年3月14日 - 1747年7月16日）はイタリアの画家である。「ロ・スパニョーロ(lo Spagnolo)」または「ロ・スパニョレット(lo Spagnoletto)」の通称でも呼ばれた。

## 略歴
ボローニャで生まれた。「ボローニャ派」の画家で、若いころ、ぴっちりしたスペイン風の衣服を着るのを好んだことから「ロ・スパニョーロ(lo Spagnolo)」や「ロ・スパニョレット(lo Spagnoletto)」の仇名で呼ばれた。絵の教育を、アンジェロ・ミケーレ・トニ(Angelo Michele Toni:1640-1708)やドメニコ・マリア・カヌーティ(Domenico Maria Canuti: 1625-1684)、カルロ・チニャーニ(Carlo Cignani: 1628 - 1719) といったボローニャの画家から受けた。ボローニャの支援者から援助を受けて、ローマなどを旅し、コレッジョやフェデリコ・バロッチら、ルネサンス後期の画家の作品を研究し、色使いを特徴とするヴェネツィア派の画家たちとも知り合った。
クレスピは広い題材を描いた画家で、宗教画、風俗画、肖像画も描いた。1700年から1705年の間はサヴォイア家の一族、オイゲン・フォン・ザヴォイエンのためにウィーンでも作品を描き、その後、トスカーナのフェルディナンド・デ・メディチの娘のがパトロンとなった。1711年に教皇クレメンス11世の勅許を得た、ボローニャの美術アカデミー、Accademia Clementinaの一員として活動した。
ボローニャで没した。
息子のルイージ・クレスピ(Luigi Crespi: 1708-1779) も画家になった。

## 作品

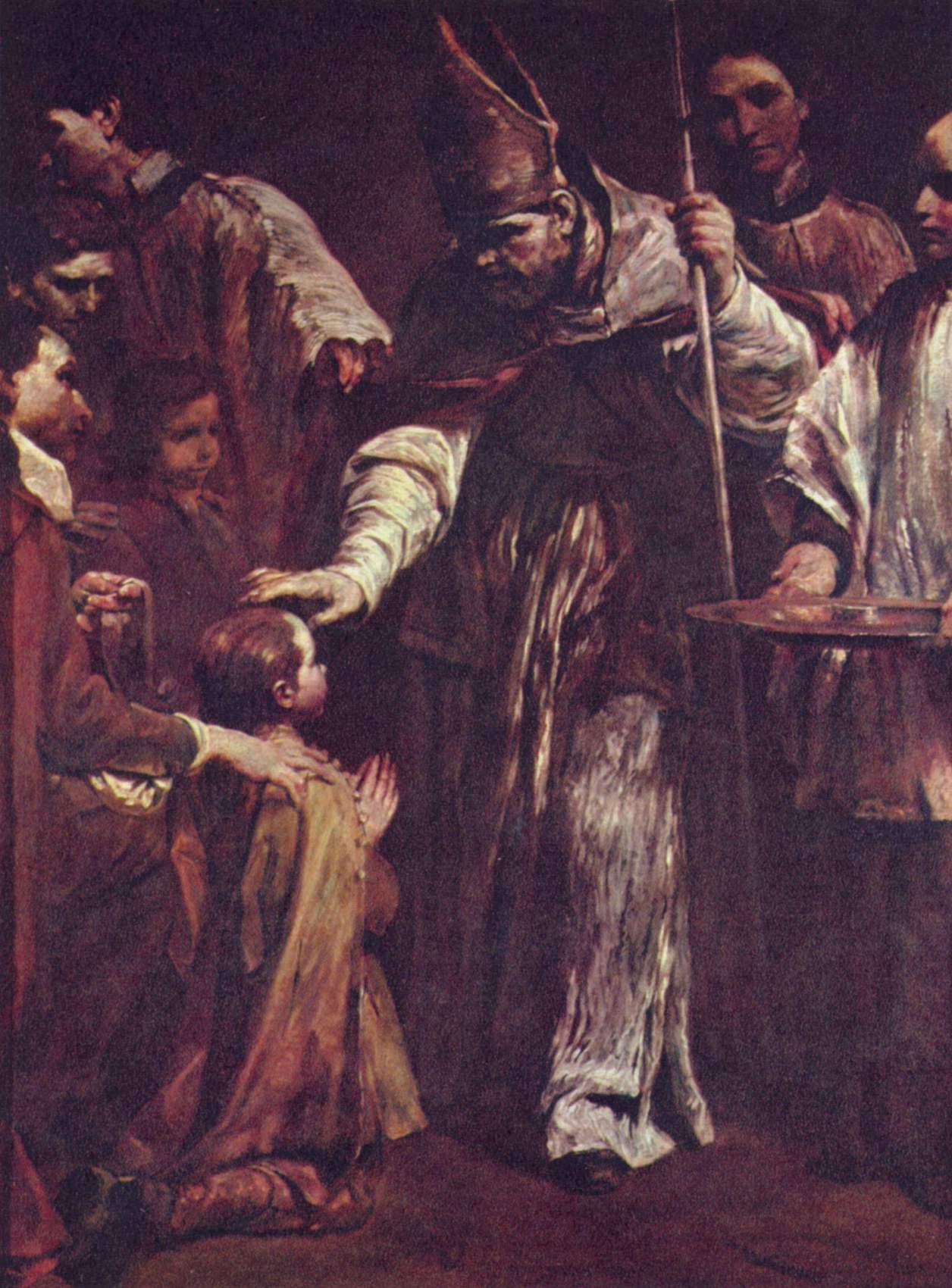
堅信式-7つの秘跡（c.1712)
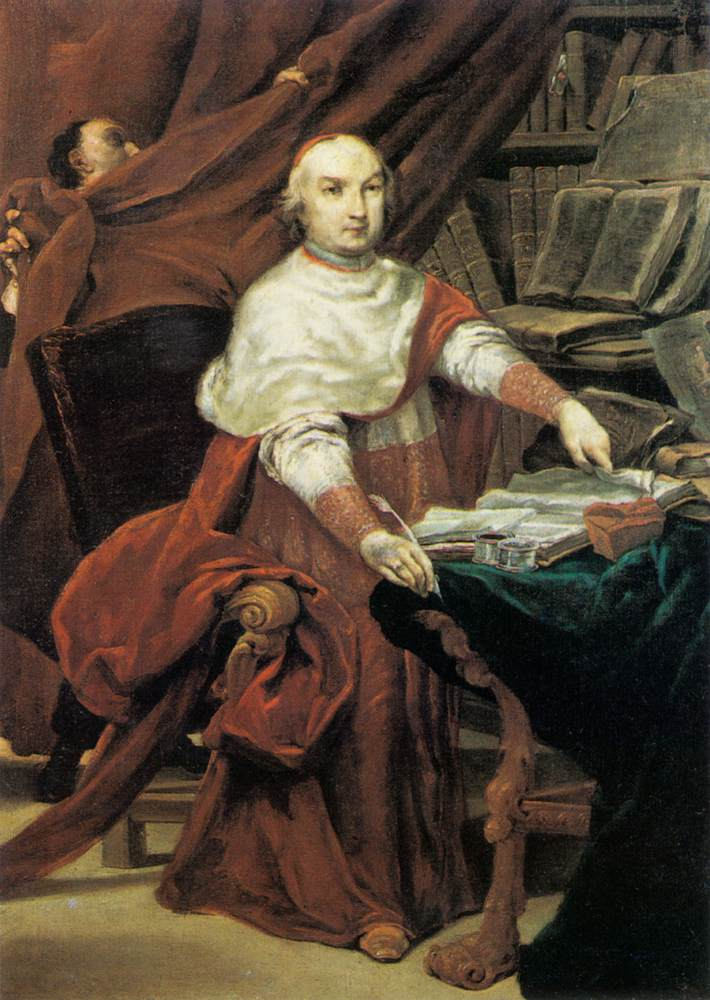
肖像画-プロスパー・ランベルティーニ枢機卿 (1740)
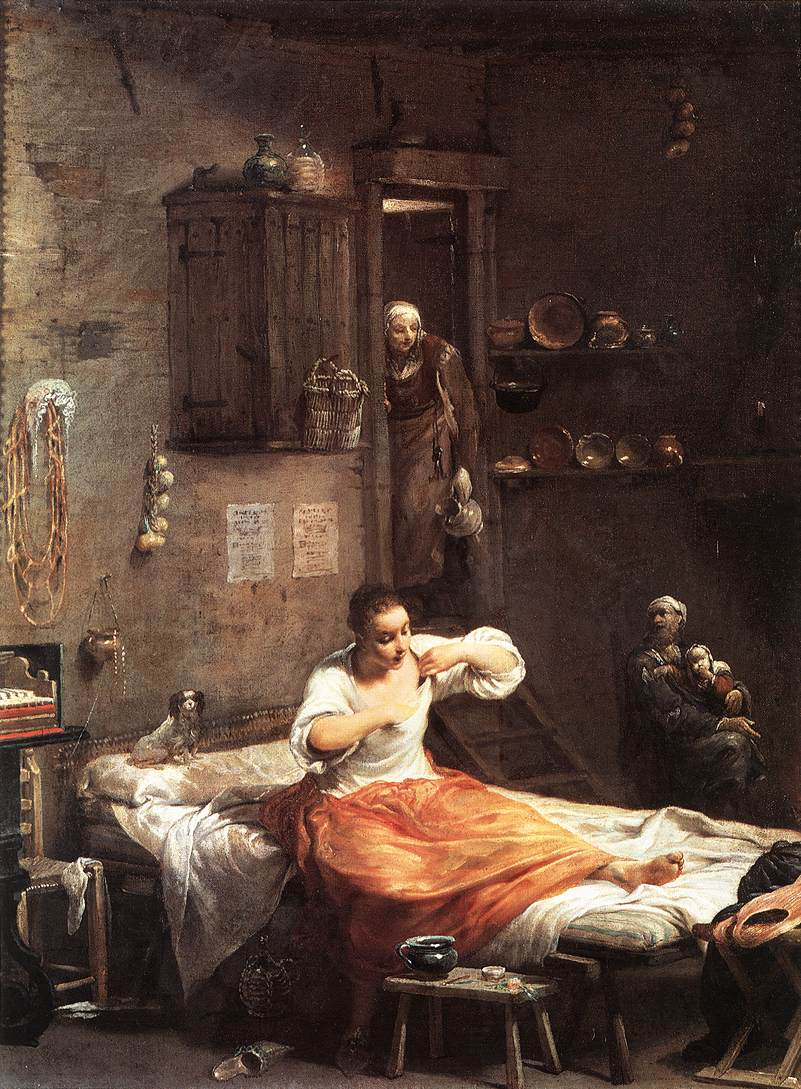
蚤を探す(1720s)
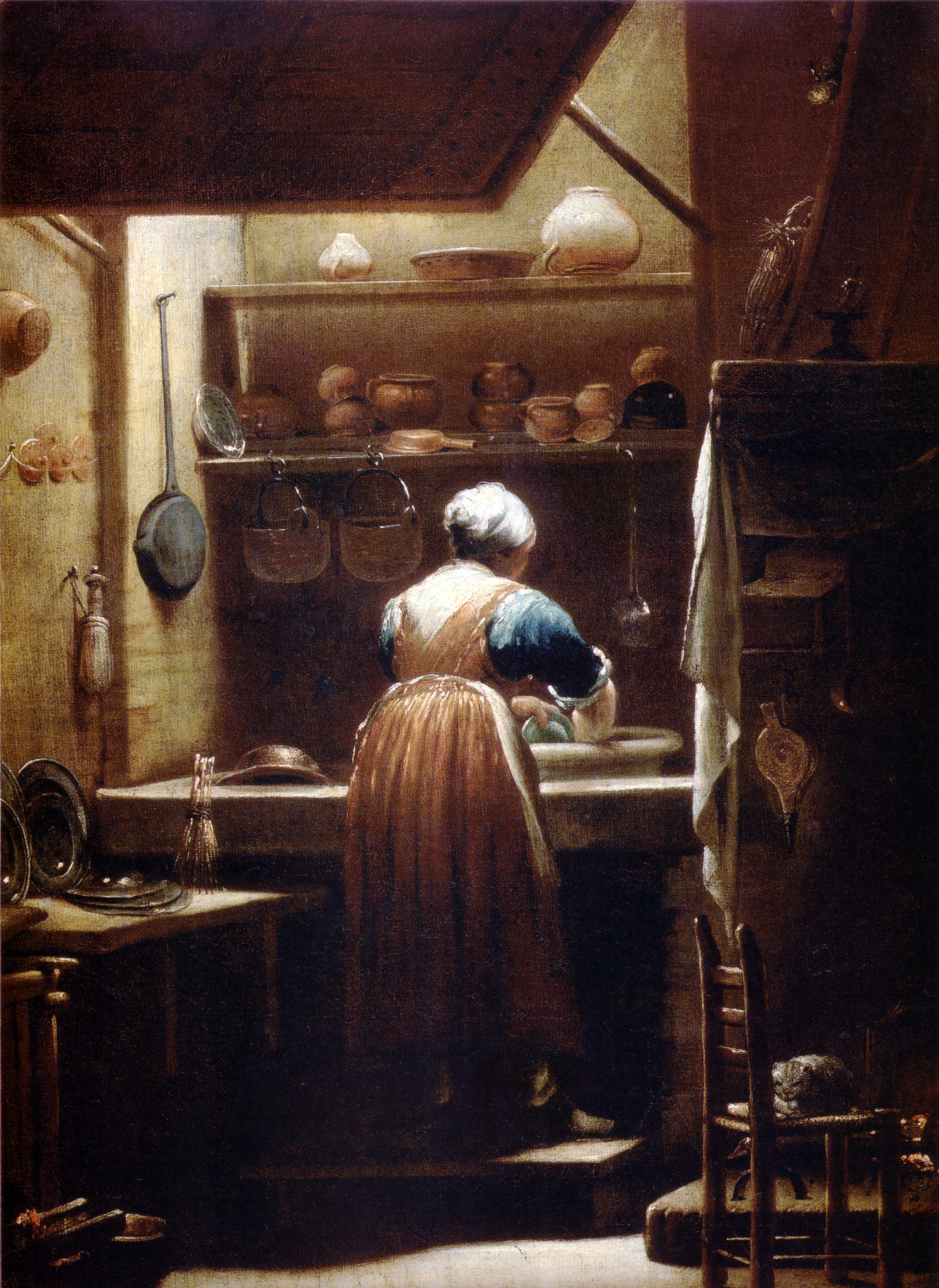
飯炊き女

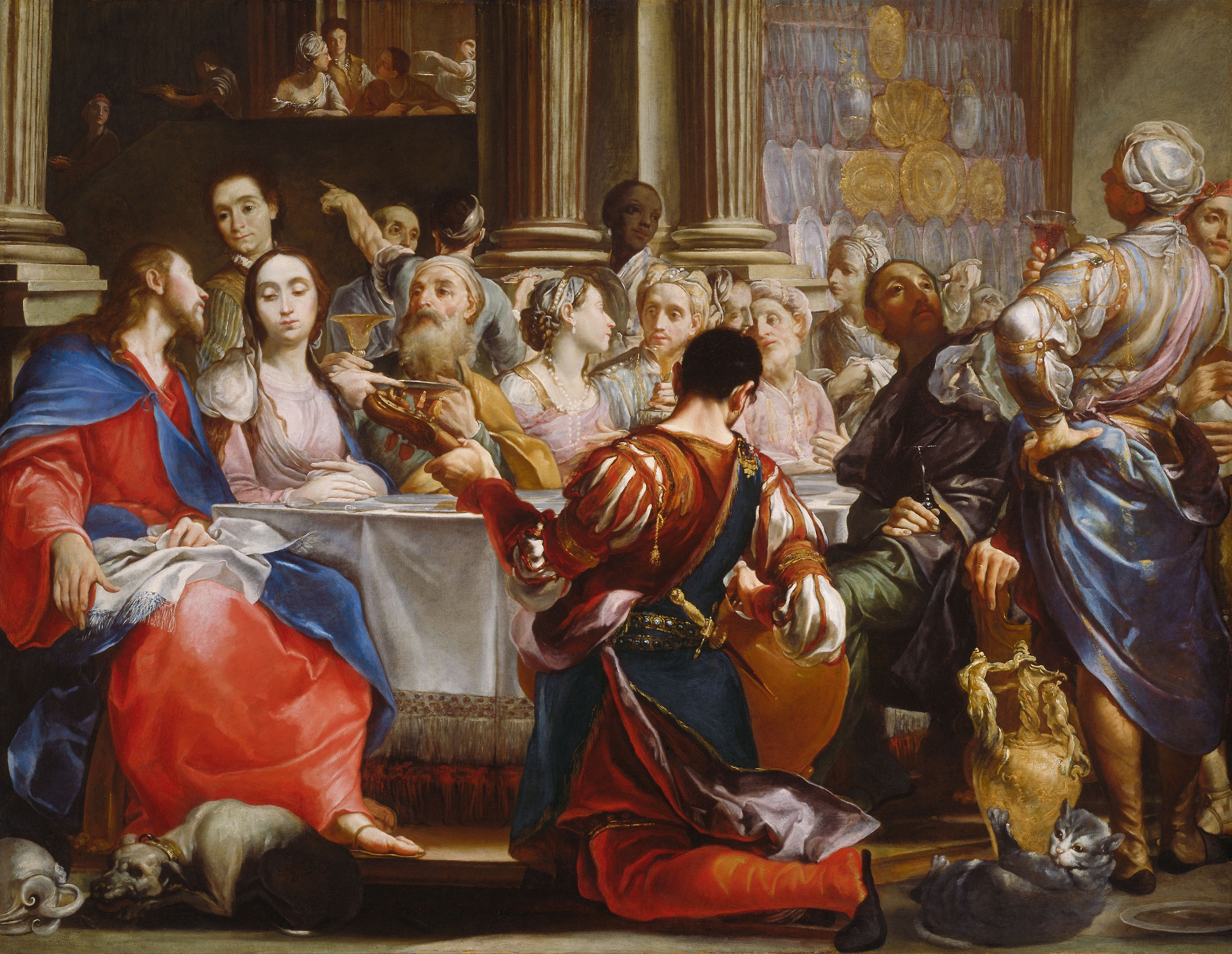
カナの婚宴 (1686)
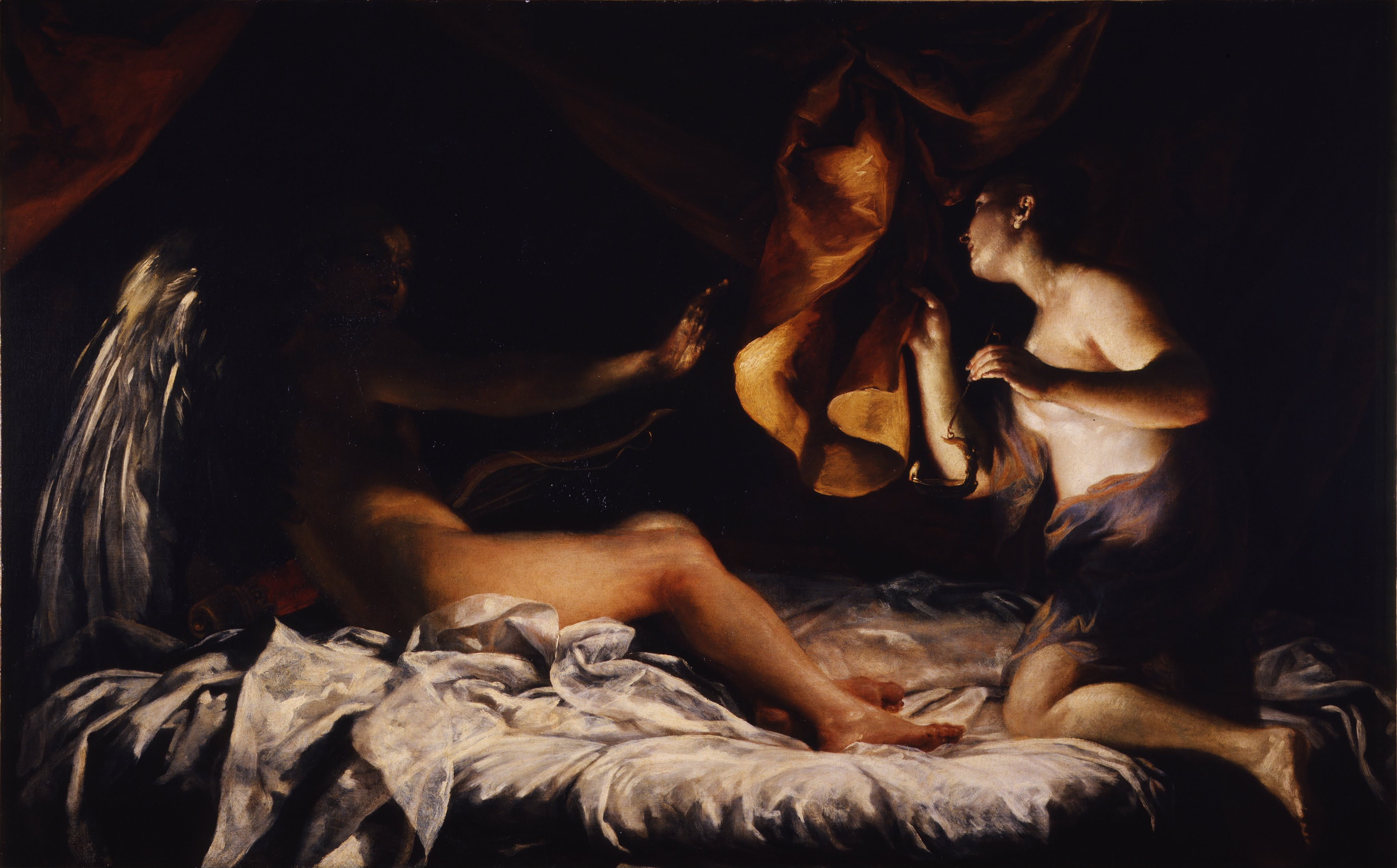
『アムールとプシュケ』(1707/1709)
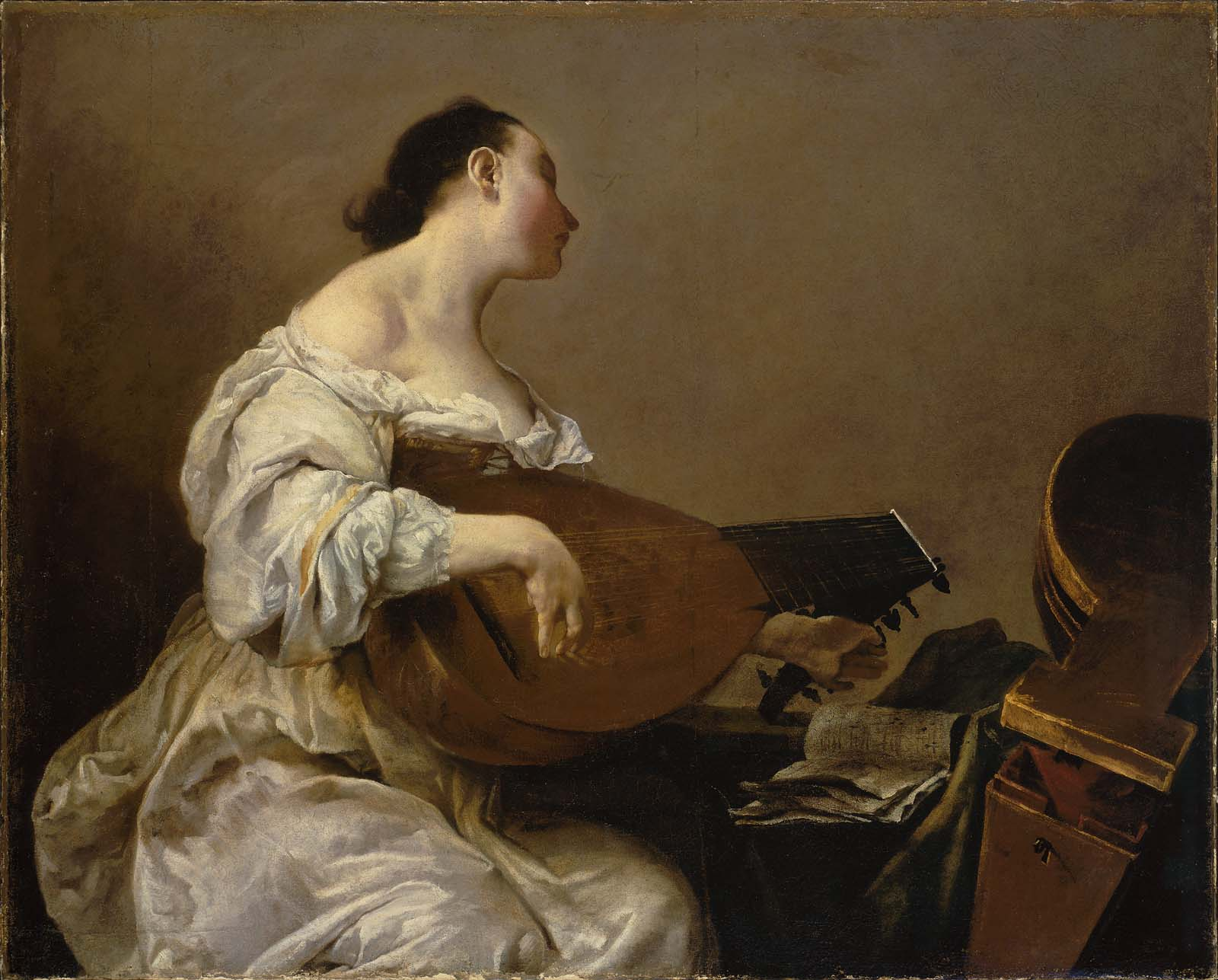
リュートを弾く女性(1705/1710)